# (21685) Francomallia
(21685) Francomallia est un astéroïde de la ceinture principale.

## Description
(21685) Francomallia est un astéroïde de la ceinture principale. Il fut découvert le 11 septembre 1999 à Ceccano par Gianluca Masi. Il présente une orbite caractérisée par un demi-grand axe de 2,89 UA, une excentricité de 0,07 et une inclinaison de 1,0° par rapport à l'écliptique.

## Compléments